# كارولين ويلكينسون
كارولين ويلكينسون (بالإنجليزية: Caroline Wilkinson)‏ هي عالمة الإنسان بريطانية، ولدت في 27 أكتوبر 1965.

## وصلات خارجية
- كارولين ويلكينسون على موقع IMDb (الإنجليزية)
- كارولين ويلكينسون على موقع قاعدة بيانات الفيلم (الإنجليزية)